# ماهاجانگا (استان)
استان ماهاجانگا (به لاتین: Mahajanga Province) یک استان در ماداگاسکار است که در شمال غربی خود کشور ماداگاسکار  واقع شده‌است.[ ]

## خصوصیات
استان ماهاجانگا ۱۵۰٬۰۲۳ کیلومترمربع مساحت و ۱٬۸۹۶٬۰۰۰ نفر جمعیت دارد.